# Einhausen (Thüringen)
Einhausen ist eine Gemeinde im Landkreis Schmalkalden-Meiningen im Süden Thüringens. Die Gemeinde ist Teil der Verwaltungsgemeinschaft Dolmar-Salzbrücke mit Sitz in Schwarza.

## Geographie und Verkehr

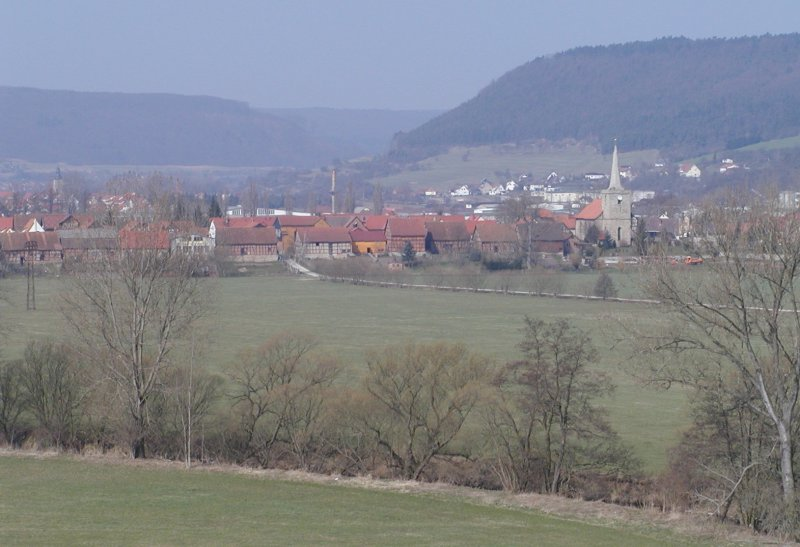
Blick auf Einhausen von der Talbrücke über die Werra

Die Gemeinde Einhausen liegt südlich des Thüringer Waldes im Werratal an der Einmündung der Hasel in die Werra, ca. 8 km südöstlich von Meiningen. Der Ort wurde auf einer 200 bis 300 m breiten Buntsandsteinbank im Taldreieck Werra-Hasel errichtet.
Einhausen, 305 m ü. NN gelegen, umgeben folgende Berge: Döttberg (Süden, 470 m), Langeberg (Südosten, 490 m), Halsberg (Nordosten, 480 m), Steinberg (Westen, 460 m).
In ca. 1 km Entfernung vom Ort befindet sich der Bahnhof Grimmenthal, gemeinsam mit dem Bahnhof Meiningen der bedeutendste Eisenbahnknoten Südthüringens. Ein Bogen der Bundesautobahn 71 (Erfurt–Schweinfurt) mit der 1.194 m langen Werratalbrücke umschließt den Ort in südöstlicher Richtung (ca. 2 km entfernt). An der Kreuzungsstelle der A 71 mit der Bundesstraße 89 (Meiningen–Sonneberg–Kronach) liegt ortsnah die Autobahnauffahrt Meiningen-Süd.

## Charakter

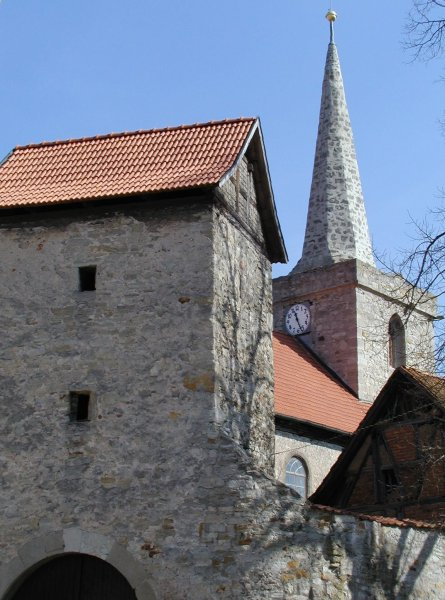
Einhausen, Kirchanlage

Einhausen hat den Charakter eines fränkischen Straßendorfes. Früher wurde es von zwei Torhäusern, einem Heckenzaun und einem Graben begrenzt. Zwei altertümliche, in den 1990er Jahren rekonstruierte Natursteinbrücken (Muschelkalk) verbinden das Dorf mit dem Verkehrsnetz. Das Zentrum des Ortes bildet eine Wehranlage, die 1369 zur Kirchenburg umgebaut wurde. Der spitze, natursteinerne Kirchturm gibt der Silhouette des Ortes seine Unverwechselbarkeit.

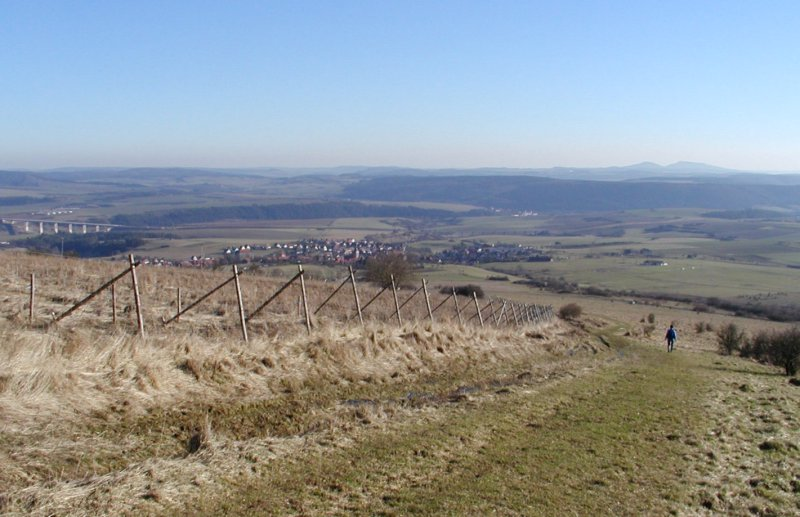
Blick vom Südhang des Dolmar in Richtung der Gleichberge bei Römhild

Einhausen eignet sich wegen seiner zentralen Lage als Standort für Ausflüge in den Thüringer Wald, die Rhön und in das Grabfeld. Insbesondere können von hier aus ausgedehnte und sehr abwechslungsreiche Wanderungen unternommen werden. Von den Bergen Dolmar, Geba und den Gleichbergen bei Römhild bieten sich Rundsichten auf die Mittelgebirgslandschaft und die dazwischen liegenden Ebenen. Radfahrer finden im Werra- und Haseltal ausgebaute Radwege vor. Der Haseltal-Radweg führt von Suhl nach Einhausen. Der Werra-Radweg, durch Einhausen verlaufend, ist zusammen mit dem anschließenden Weserradweg einer der längsten und interessantesten Fern-Radwanderwege Deutschlands.

## Geschichte

### Zugehörigkeit im Überblick
- bis 1583: Grafschaft Henneberg-Schleusingen
- 1583 bis 1660: gemeinschaftlich sächsische Verwaltung der Grafschaft Henneberg durch Ernestiner und Albertiner
- 1660 bis 1672: Herzogtum Sachsen-Altenburg
- 1672 bis 1680: Herzogtum Sachsen-Gotha
- 1680 bis 1918: Herzogtum Sachsen-Meiningen
- 1918 bis 1920: Freistaat Sachsen-Meiningen
- 1920 bis 1949: Land Thüringen, Deutschland
- 1949 bis 1952: Land Thüringen, Deutsche Demokratische Republik
- 1952 bis 1990: Bezirk Suhl, Deutsche Demokratische Republik
- 1990 bis heute: Freistaat Thüringen, Bundesrepublik Deutschland

### Einhausen – eine keltische Siedlung
Das Gebiet um Einhausen war schon nachweislich lange vor der urkundlichen Erwähnung (wahrscheinlich 1000 bis 500 v. Chr.) von Kelten besiedelt. Die bereits erwähnten Berge Dolmar und die Gleichberge dienten in vorchristlicher Zeit den Kelten als Kultstätten und Schutzburgen. Die Besiedlung des Ortes selbst und seiner unmittelbaren Nachbarschaft belegen Funde von Keltengräbern, die bei Ausgrabungen in den Jahren 1928, 1955 und beim Bau der Autobahn A 71 im Jahre 2002 zu Tage traten. Es ist anzunehmen, dass Einhausen keine unbedeutende keltische Siedlung war, in der reges Marktleben herrschte.

### Thüringer Land
Gegen Ausgang der großen Völkerwanderung (375–568) – die keltischen Stämme waren längst von Germanen assimiliert oder nach Westen oder Süden verdrängt – gehörte die Region zu einem thüringischen Königreich, das vom Harz bis zum Main reichte. Das Gebiet südlich des Thüringer Waldes war im Gegensatz zum Norden äußerst dünn besiedelt und von gewaltigen Buchenwäldern bedeckt. Deshalb wurde der gesamte Landstrich Buchonia genannt. Trotz der vom Königshof ausgehenden Christianisierung wurden im ausgedehnten Land weiterhin die germanischen Götter wie Wodan, Donar und Freia verehrt. Im Jahre 531 unterlag der thüringische König Irmenfried in der Schlacht an der Unstrut gegen das Heer der verbündeten Franken und Sachsen, die danach das Land unter sich teilten.

### Fränkische Prägung
Die fränkischen Eroberer siedelten sich in Südthüringen (südlich der Unstrut) an. So entstanden zahlreiche Neugründungen von Ortschaften im Main- und Werragebiet. Mit der Gründung der Bistümer Würzburg und Erfurt im Jahre 742 kam das Gebiet zum Bistum Würzburg. In den folgenden Jahrzehnten entstanden die ersten Kirchen und Klöster. So wurde das Kloster Rohr mit seiner bekannten Krypta zwischen 815 und 824 errichtet. Im 9. und 10. Jahrhundert verstärkte sich die fränkische Einwanderung und das Gebiet erhielt das fränkische Gepräge in Sprache, Sitte und Brauchtum. Auch die Dorf- und Gehöftanlage wurde im fränkischen Stil gestaltet.

### Ersterwähnung
Nach bisheriger Deutung wurde der Ort unter dem Namen Egenenhusen im Jahre 1151 erstmals urkundlich erwähnt. Diese Nennung bezieht sich auf eine Urkunde des Bischofs Eberhard von Bamberg, die anlässlich einer Schenkung, welche dem Burggrafen Poppo von Würzburg und seinem Bruder Pertholf Grafen von Henneberg die Lehnschaft über Einhausen und andere Orte bestätigte.
Einhausen beging daher im Jahre 2001 sein 850. Jubiläum. Eine weitere Urkunde, deren Original heute im Staatsarchiv Bamberg liegt, konnte dann ebenfalls mit diesem Einhausen in Verbindung gebracht werden:

„König Heinrich II. verschenkt auf Bitten seiner Frau Kunigunde dem Bistum Bamberg zwei Güter Egininhusa und Strewe im Gau Grabfeld in der Grafschaft des Grafen Gebehard.“

Dieses Dokument wurde bereits am 1. Juni 1010 angefertigt. Nachdem sich mehrere Historiker auf die erste urkundliche Erwähnung im Jahr 1010 verständigt haben, beging Einhausen 2010 die 1000-Jahr-Feier.

### Henneberger Zeit

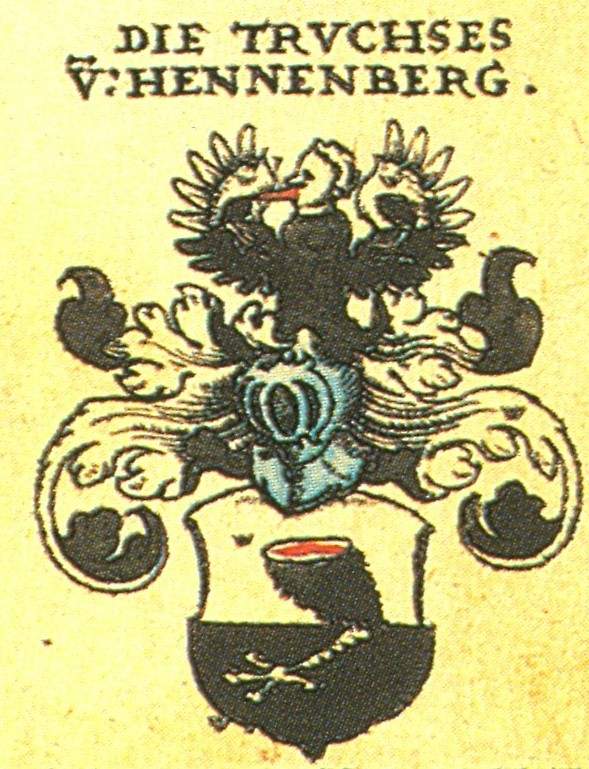
Wappen der Familie Truchseß von Henneberg nach Siebmachers Wappenbuch

Graf Berthold IV. verpfändete 1315 Einhusen an Apel Truchsess von Henneberg. Graf Heinrich V. räumte 1375 seinem Bruder Berthold, der auf die Regierung Verzicht geleistet hatte, als Apanage u. a. auch Einhausen ein. Nach dessen Tod wird Einhausen dem Marschalk von Ostheim als Zinsgut verliehen. Während des Mittelalters gehörte der Ort zur Grafschaft Henneberg-Schleusingen (Amt Maßfeld). Es gibt nur sehr spärliche Informationen über diese Zeit. In einer Chronik von Einhausen aus dem Jahre 1808 findet man Hinweise auf Weinberge in dieser Gegend, die zum Weinwachs herrlichste Lage haben.

### Hexenprozesse
Einhausen war 1612–1672 von Hexenverfolgungen betroffen. Eine Frau und ein Mann gerieten in einen Hexenprozess. Osanna Groß wurde 1612 verbrannt.

### Fast das Ende – der Dreißigjährige Krieg
Die Region um Einhausen befand sich im Dreißigjährigen Krieg im Reibungsgebiet zwischen zwei großen Kriegsparteien. Die Bevölkerung hatte unter Gewaltanwendung, Plünderungen und Brandschatzungen bitter zu leiden. In der Anfangszeit des Krieges (1623) lebten 60 Familien im Ort. Gegen Ende des Krieges (1644) waren nur noch 4 Familien übrig geblieben. Über die Hälfte der Gehöfte war nicht mehr bewohnbar.

### Erneuerte Kirche
In den Jahren 1726 bis 1729 erfolgte die Erneuerung der Einhausener Kirche. Die Einweihung fand am 14. Oktober 1729 im Beisein des Meininger Herzogs Anton Ulrich und seinem Hofstaat statt. Turm mit Altarraum und Sakristei, Kanzel und Taufstein der alten Kirche wurden harmonisch in das neue Gebäude integriert. Die Kirche gilt wegen ihrer einfachen Schlichtheit als eine der schönsten im Umkreis.

### Industrialisierung
Die Inbetriebnahme der Eisenbahnstrecke Eisenach-Coburg über Meiningen und den Bahnhof Grimmenthal bei Einhausen im Jahre 1858 schuf eine wesentliche Grundlage für die Industrialisierung des Herzogtums Sachsen-Meiningen. Am 3. Oktober 1858 fuhr die erste Dampflok von Meiningen nach Coburg.
Zu Beginn des Jahrhunderts brachten die Reformbestrebungen des Meininger Herzogs Georg I. (1782–1804), das Herzogtum für die industrielle Entwicklung zu öffnen, wegen der verheerenden Wirkung der napoleonischen Fremdherrschaft und der Befreiungskriege wenig Erfolg. Die ganze Region litt unter den Kriegsfolgen. Die Landwirtschaft allein ernährte die gewachsene Bevölkerung nicht mehr. 1840 hatte Einhausen bereits 326 Einwohner. Weil dem Konkurrenzdruck von außen nicht mehr gewachsen, lagen Handwerk und Gewerbe am Boden. Not, Armut und Hunger prägten das Leben der Menschen jener Zeit.
Herzog Georg II. löste 1868 die alten Ämter auf und Einhausen fiel so in die Amtszugehörigkeit des Kreises Meiningen. Die Einführung der Gewerbefreiheit, der Bau der Eisenbahn und der Ausbau des Straßennetzes führten zu wirtschaftlicher Erholung des Herzogtums, wenn es auch im Vergleich zu anderen deutschen Gebieten nur bescheidene Fortschritte machte.

### Neuzeit
Keine Epoche der Geschichte war für Einhausen so ereignisreich und gleichzeitig so widersprüchlich wie die vergangenen einhundert Jahre. Kaiserreich, Weimarer Republik, Naziherrschaft, DDR-Sozialismus und Soziale Marktwirtschaft der Bundesrepublik Deutschland wechselten sich in rascher Folge ab. Die beiden Weltkriege forderten auch unter den jungen Männern der Gemeinde zahlreiche Opfer. Im Randgebiet zur BRD waren die Teilung wie die Wiedervereinigung Deutschlands mit all ihren Wirkungen für diese Region besonders „hautnah“ erlebbar.

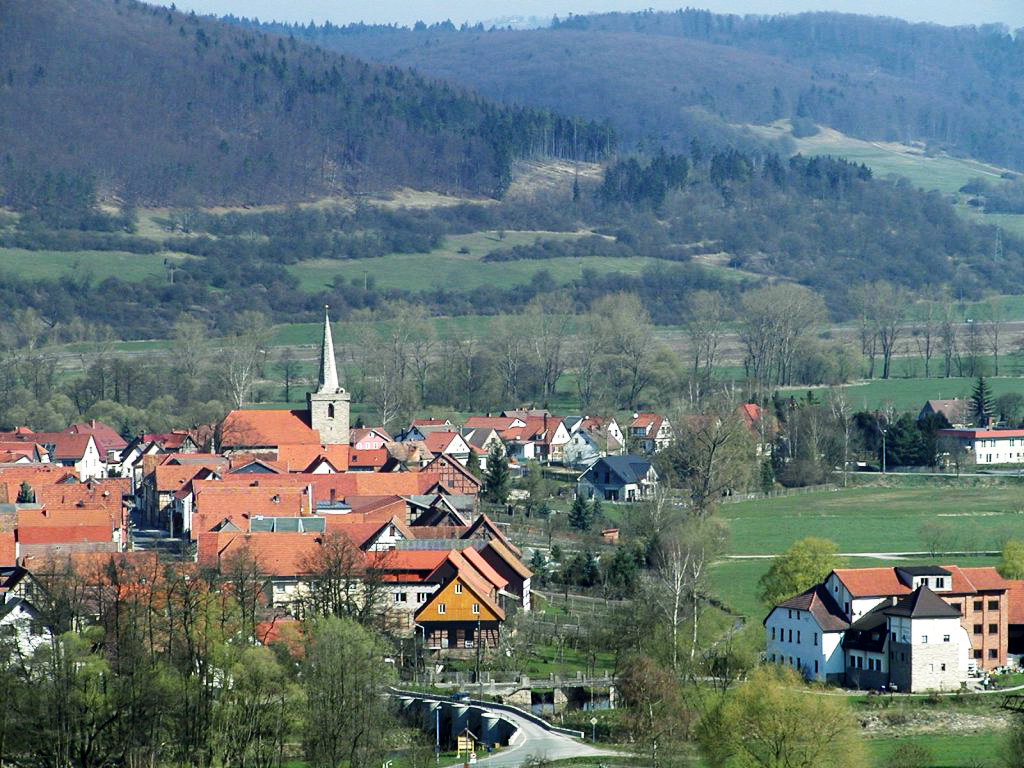
Blick auf Einhausen
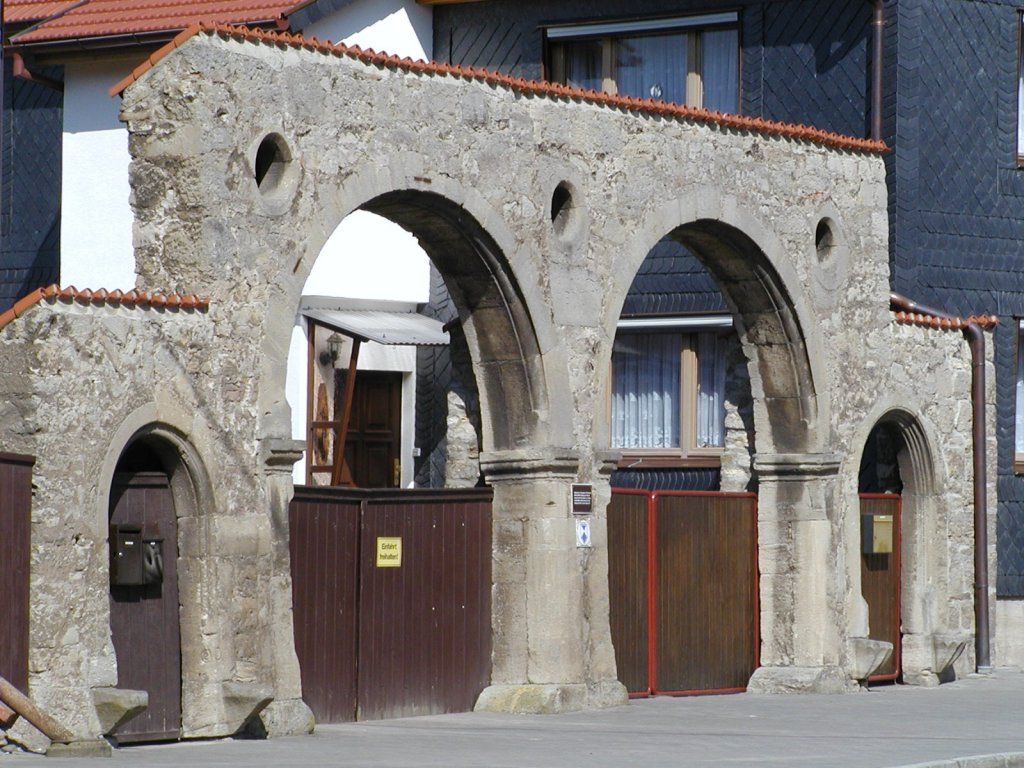
Steintor in Einhausen
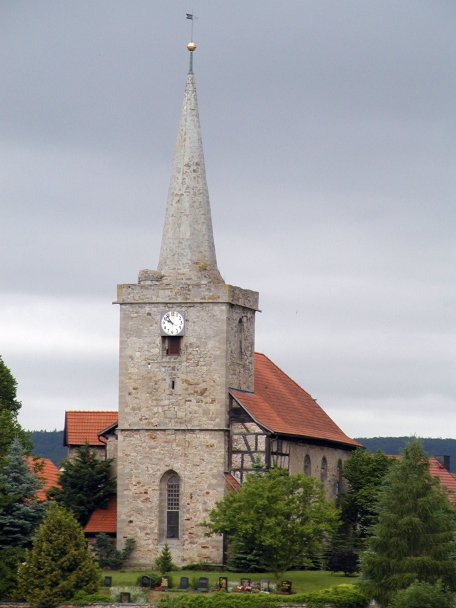
Kirche Einhausen

## Wirtschaft und Infrastruktur

### Wasser und Abwasser
Die Wasserver- und Abwasserentsorgung wird durch den Kommunalen Wasser- und Abwasserzweckverband Meininger Umland sichergestellt.